# Train de Grande Canarie
Le train de Grande Canarie (en espagnol Tren de Gran Canaria) est un projet ferroviaire dans l'île de Grande Canarie. Le trajet doit relier la ville de Las Palmas de Grande Canarie avec les centres touristiques du sud de l'île, Maspalomas et Playa del Inglés, en desservant les principaux centres urbains et l'aéroport sur la côte est de l'île. L'objectif est de mettre en place un moyen de transport alternatif à l'Autoroute GC-1, victime d'embouteillages. La ligne doit faire 57 kilomètres de long et desservir 11 gares, pour un trajet total de 35 minutes. Si le projet remonte aux années 1990, en 2020 la construction n'a pas encore commencé.

## Histoire
À la fin du XIXème siècle, un tramway circulait à Las Palmas de Gran Canaria. Suspendu en 1937, en raison de la Guerre Civile Espagnole, il reprend du service en 1942. Il ne fonctionne de façon régulière que jusqu'en 1944, puis de façon extraordinaire après cette date, et ferme en 1947.
À la fin des années 1990, le Cabildo insulaire de Grande Canarie dévoile un projet visant à construire une ligne ferroviaire  Arucas-Las Palmas de Gran Canaria-Maspalomas, ainsi qu'un tramway à Las Palmas. Le projet évolue peu jusqu'à 2008, année à partir de laquelle le tracé, l'emplacement des gares, des voies de garages et les modes de financement sont définis. En 2009 est créée l'entreprise Ferrocarriles de Grand Canaria responsable du projet. La construction est alors estimée à 1 500 millions d'euros.
Le Plan territorial spécial qui définit le trajet du train est validé en octobre 2009 par une coalition transpartisane, mais ne prévoit pas les expropriations nécessaires à la construction, en raison du manque de moyens lié à la crise économique du 2008.
Au premier semestre de 2019, le projet de tracé du train et des onze gares est achevé, ne reste plus que le financement pour le démarrage des travaux. Le parlement de la communauté autonome des Îles Canaries doute cependant du bien-fondé du projet, et demande une analyse rigoureuse du rapport bénéfice-risque au vu de son coût.
En août 2020, le projet va demander l'aide de l'Union européenne dans le cadre du plan de relance européen lié à la pandémie de Covid-19.
En 2022, le responsable des transports du Cabildo insulaire de Grande Canarie estime que la réalisation du projet va coûter 1,6 milliard d'euros et durer huit à dix ans. Il prévoit dans une deuxième phase la mise en place d'un parc éolien avec production d'hydrogène. Une grande partie du trajet doit être souterrain.

## Parcours
| Gare                   | Distance depuis la gare précédente (km) | Distance totale (km) | Temps depuis la gare précédente (min) | Temps total (min) |
| ---------------------- | --------------------------------------- | -------------------- | ------------------------------------- | ----------------- |
| Parc Sainte Catalina   | 0                                       | 0                    | 0                                     | 0                 |
| Parc San Telmo         | 3,7                                     | 3,7                  | 2:51                                  | 2:51              |
| Hôpital                | 3,3                                     | 7,0                  | 2:09                                  | 5:00              |
| Jinámar                | 5,8                                     | 12,8                 | 3:45                                  | 8:45              |
| Telde                  | 4,1                                     | 16,9                 | 2:48                                  | 11:33             |
| Aéroport               | 6,7                                     | 23,6                 | 4:09                                  | 15:42             |
| Carrizal               | 3,5                                     | 27,1                 | 2:24                                  | 18:06             |
| Cruce de Arinaga       | 4,8                                     | 31,9                 | 3:00                                  | 21:06             |
| Vecindario             | 4,0                                     | 35,9                 | 2:42                                  | 23:48             |
| Playa del Inglés       | 15,5                                    | 51,4                 | 7:12                                  | 31:00             |
| Meloneras (Maspalomas) | 6,1                                     | 57,5                 | 3:42                                  | 34:42             |